# Luis de Milán
Luis de Milán, detto anche Lluís del Milà, Lluís Milà, Luys Milán, Luis Milán oppure Luys de Milán (prima del 1500 – 1561, o forse oltre), è stato un compositore spagnolo.

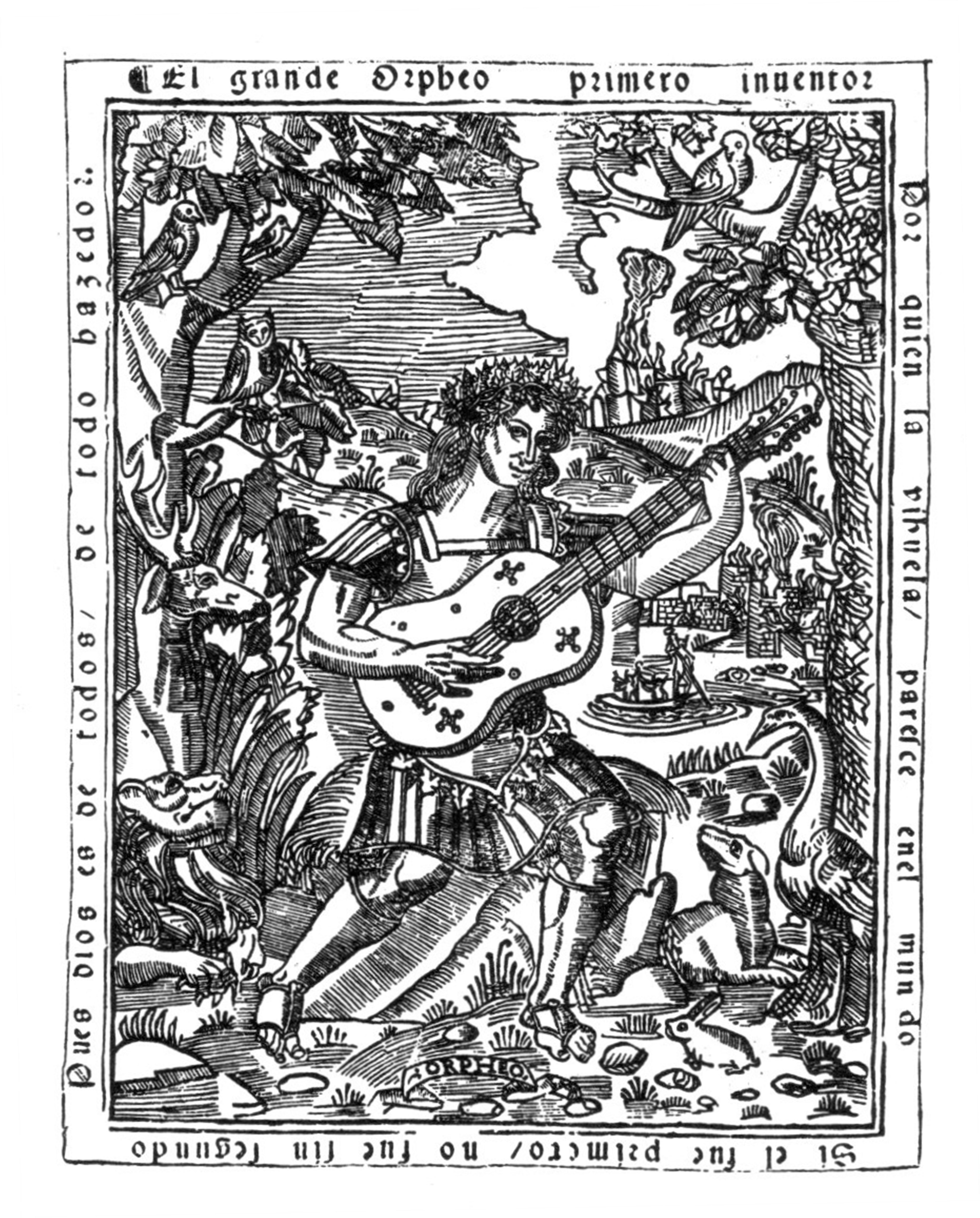
Frontespizio del Libro de música de vihuela de mano intitulado El maestro scritto da Luis de Milan

Si distinse per le sue opere per liuto e vihuela de mano. Per quanto riguarda quest'ultima, va detto che de Milán fu il primo in Europa a comporre per questo strumento.
Fu anche uno dei primi compositori a specificare espressamente indicazioni sul tempo delle sue composizioni.
Viaggiò in Portogallo, dove fu alla corte di Giovanni III, al quale dedicò il suo libro El Maestro. Alcuni indizi sembrano indicare che viaggiò anche in Italia. Tuttavia, il centro musicale che monopolizzò le attività musicali di Milán fu Valencia, principalmente alla corte vicereale di Ferdinando d'Aragona, duca di Calabria, e Germana de Foix, dove rimase fino al 1538.

## Opere (selezione)
- El juego de mandar 1535
- Libro de música de vihuela de mano intitulado El maestro 1536
- El cortesano (1561)

El maestro è importante a livello spagnolo poiché il primo pubblicato in Spagna per l'insegnamento di uno strumento musicale. Sono incluse canzoni spagnole, italiane e portoghesi, oltre a tientos e padovane. Per certi versi, questo è il libro più originale tra quelli scritti dai vihuelisti. Luis de Milan è stato uno dei primi musicisti a includere indicazioni per il tempo nelle sue intavolature, e forse il primo a dare una definizione del rubato.